# NGC 2909
NGC 2909 – gwiazda podwójna znajdująca się w gwiazdozbiorze Wielkiej Niedźwiedzicy. Skatalogował ją John Herschel 3 kwietnia 1832 roku jako obiekt typu „mgławicowego”. Baza SIMBAD jako NGC 2909 identyfikuje galaktykę LEDA 27879 (PGC 27879).